# Let the Beat Go On
«Let the Beat Go On» (en español: Que siga el ritmo) es una canción de eurodance del músico nigeriano Dr. Alban. Fue lanzada en agosto de 1994 como el tercer sencillo de su tercer álbum de estudio, Look Who's Talking (1994).
La canción fue escrita y producida por John Amatiello y Kristian Lundin, el coro lo cantan las cantantes suecas Jessica Folcker y Nana Hedin. Esta canción llegó a las listas de muchos países europeos, alcanzando el número uno en España, el puesto tres en Finlandia y el nueve en Bélgica.

## Crítica
Larry Flick, crítico de Billboard, escribió: "Debería igualar fácilmente el éxito del anterior, Away From Home, con esta alegre canción que combina elementos de pop/rave, hi-NRG y trance. Su voz tensa se rompe con una centelleante variedad de teclados, que recordarán a algunos de los clásicos Giorgio Moroder. Detrás de la acción frenética de voces y sintetizadores hay un estribillo pop vertiginoso que nunca deja el cerebro después del primer giro. Aquellos a los que les gusta aferrarse a la vanguardia probablemente Jungle Speed mix, una joya del álbum».
La revista paneuropea Music & Media señaló: "Probablemente el esfuerzo europeo más unidimensional de Dr. Alban, de todos modos tendrá reproducción automática durante el día debido a la melodía simple e inevitable».

## Videoclip
El video musical fue dirigido por Jonathan Bate, quien también había dirigido los vídeos de «Look Who's Talking» y «Away From Home».
La imagen está al revés, Dr. Alban camina mientras un anciano lee una historieta y la imagen se acomoda para mostrar a las coristas que tocan guitarras. Bailarinas, un perro bulldog, niños jugando y flores girasoles acompañan al cantante.
El videoclip se subió a YouTube de manera oficial en diciembre de 2011 y contaba más de 4.2 millones de visitas, hasta julio de 2022.

## Popularidad
Se convirtió en un gran éxito en muchos países europeos, aunque no alcanzó el mismo nivel que «It's My Life», «Sing Hallelujah» y «Look Who's Talking». Alcanzó el puesto número uno en España y también logró subir al Top 10 en Finlandia y Bélgica. Además, el sencillo fue un éxito Top 20 en Francia, Alemania, los Países Bajos y Suecia, así como en Eurochart Hot 100.

Fuera de Europa alcanzó el número ocho en la lista RPM Dance/Urban en Canadá, el número 12 en Israel y el número 186 en Australia.
| Chart (1994)                      | Peak position |
| --------------------------------- | ------------- |
| Australia (ARIA)                  | 186           |
| Austria (Ö3 Austria Top 40)       | 23            |
| Belgium (VRT Top 30 Flanders)     | 9             |
| Canada Dance/Urban (RPM)          | 8             |
| Europe (European Hot 100 Singles) | 21            |
| Europe (Eurochart Hot 100)        | 19            |
| Finland (Suomen virallinen lista) | 3             |
| France (SNEP)                     | 12            |
| Germany (Media Control Charts)    | 18            |
| Israel (Israel Top-30)            | 12            |
| Países Bajos (Dutch Top 40)       | 22            |
| Netherlands (Single Top 100)      | 19            |
| Spain (AFYVE)                     | 1             |
| Sweden (Sverigetopplistan)        | 17            |

| Chart (1994)                | Position |
| --------------------------- | -------- |
| Belgium (Ultratop Flanders) | 52       |
| Netherlands (Dutch Top 40)  | 157      |